# احضار (فیلم ۱۸۹۶)
احضار (فرانسوی: Séance de prestidigitation‎) یک فیلم صامت و کوتاه فرانسوی به کارگردانی ژرژ ملی‌یس است که در سال ۱۸۹۶ منتشر شد.